# Loot
Loot är en amerikansk komediserie vars första säsong hade premiär den 24 juni 2022. Första säsongen bestod av tio avsnitt. Den andra säsongen har premiär den 3 april 2024 och består 10 avsnitt. Serien är skapad av Matt Hubbard och Alan Yang som även medverkat i skrivandet av seriens manus.

## Handling
Serien kretsar kring miljardären Molly Novak (Maya Rudolph) som lever ett drömliv. När hennes make förråder henne får hon löpa gatlopp  skvallerpressen. Hon får hjälp av Sofia, som arbetar vid en välgörenhetsfond, och börjar försöka bli en bättre människa.

## Rollista i urval
- Maya Rudolph - Molly Novak (ogift Wells)
- Michaela Jaé Rodriguez - Sofia Salinas
- Joel Kim Booster - Nicholas
- Ron Funches - Howard
- Nat Faxon - Arthur
- Adam Scott - John Novak
- Meagen Fay - Rhonda
- Stephanie Styles - Ainsley
- Olivier Martinez - Jean-Pierre
- Seal - sig själv
- David Chang - sig själv
- Dylan Gelula - Hailey
- Caitlin Reilly -Jacinda
- Sean Evans - sig själv
- Brendan Scannell - Paul
- George Wyner - Martin Streibler
- Kym Whitley - Renee
- GaTa - sig själv